# Лука Рацо
Лука Рацо (Београд, 24. фебруар 1991) српски је глумац и манекен.
Његова прва улога је у телевизијској серији Синђелићи, где тумачи улогу Ристе.

## Биографија
Рођен је у Београду, где живи и ради. Дипломирао је 2013. године економију. Проглашен је 2012. за „Мистера Србије". На светском избору „Mister International“ освојио је титулу најбоље стилизованог мушкарца.

## Филмографија
| Година    | Назив                       | Улога                |
| --------- | --------------------------- | -------------------- |
| 2013—2019 | Синђелићи                   | Ненад Ристић (Риста) |
| 2017      | Сага о три невина мушкарца  | Дарко                |
| 2018      | Немањићи — рађање краљевине | Млади дворјанин      |
| 2020—     | Игра судбине                | Алекса               |
| 2021      | Авионџије                   | Католички поп        |